# الاعتراف الدولي بجمهورية لوغانسك الشعبية وجمهورية دونيتسك الشعبية

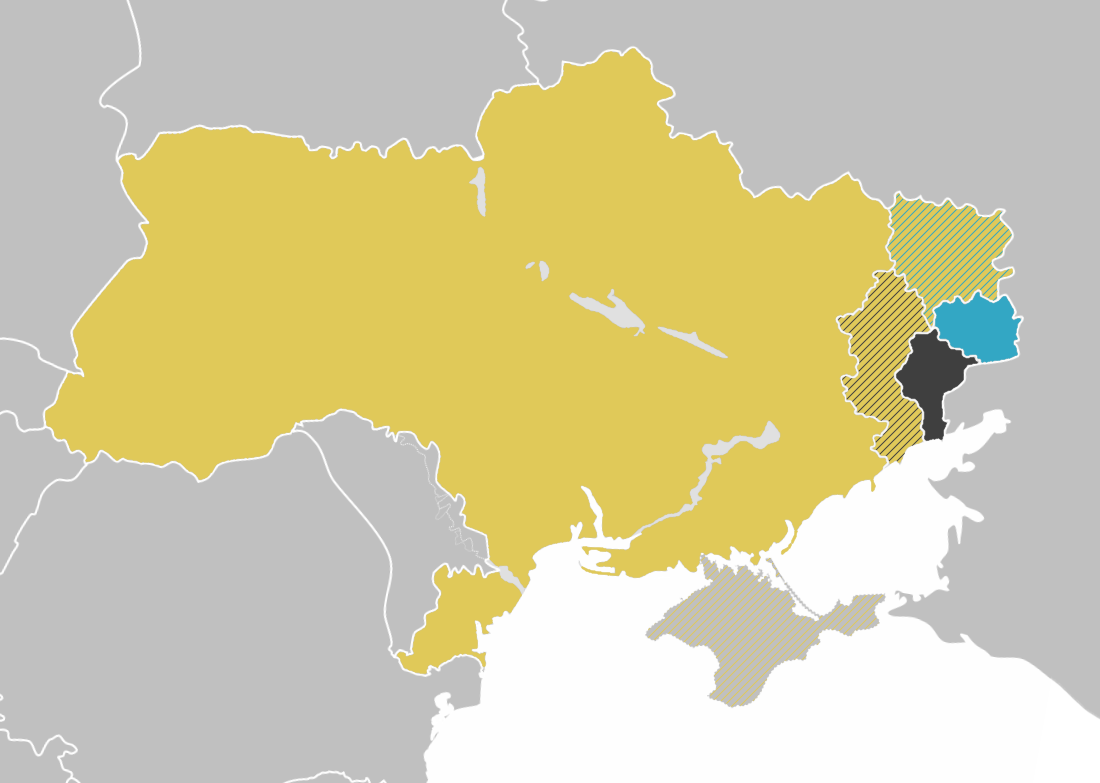
المنطقة التي تسيطر عليها جمهورية دونيتسك الشعبية (باللون الأسود) وجمهورية لوغانسك الشعبية (باللون الأزرق) داخل أوكرانيا

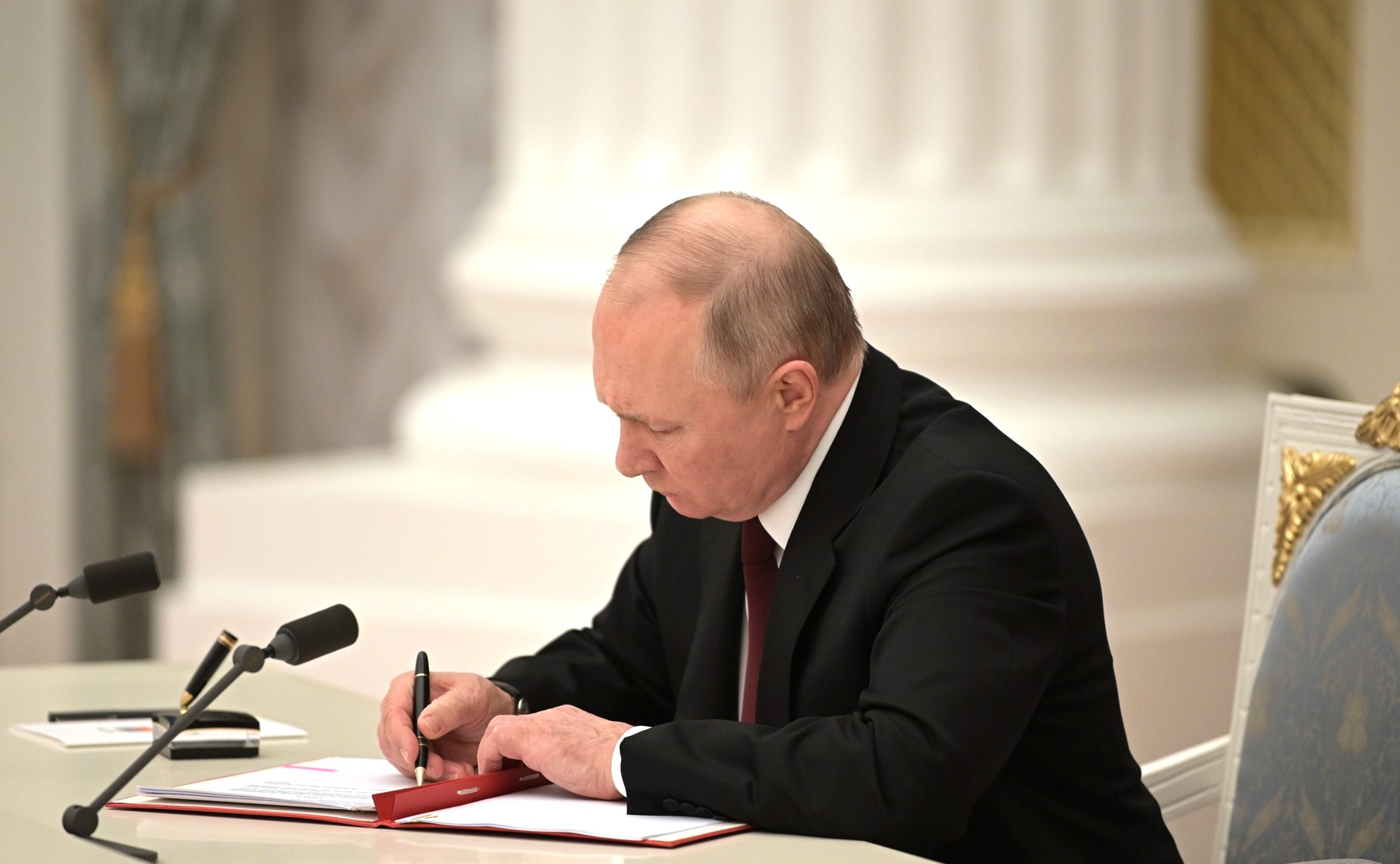
وقع الرئيس الروسي فلاديمير بوتين مراسيم تعترف بالجمهوريتين ومعاهدات الصداقة والتعاون والمساعدة المتبادلة، 21 فبراير 2022

أعلنت جمهورية دونيتسك الشعبية وجمهورية لوغانسك الشعبية الاستقلال عن أوكرانيا بعد استفتاء غير رسمي على الوضع في مايو 2014. بعد ذلك بوقت قصير، اندمجت كلتا الدولتين لتشكيل اتحاد كونفدرالي قصير العمر لنوفوروسيا والذي عُلّق بعد عام.
اعتبارًا من 22 فبراير 2022، اعترفت روسيا بالجمهوريتين كدولتين مستقلتين.

## التاريخ والوضع الحالي

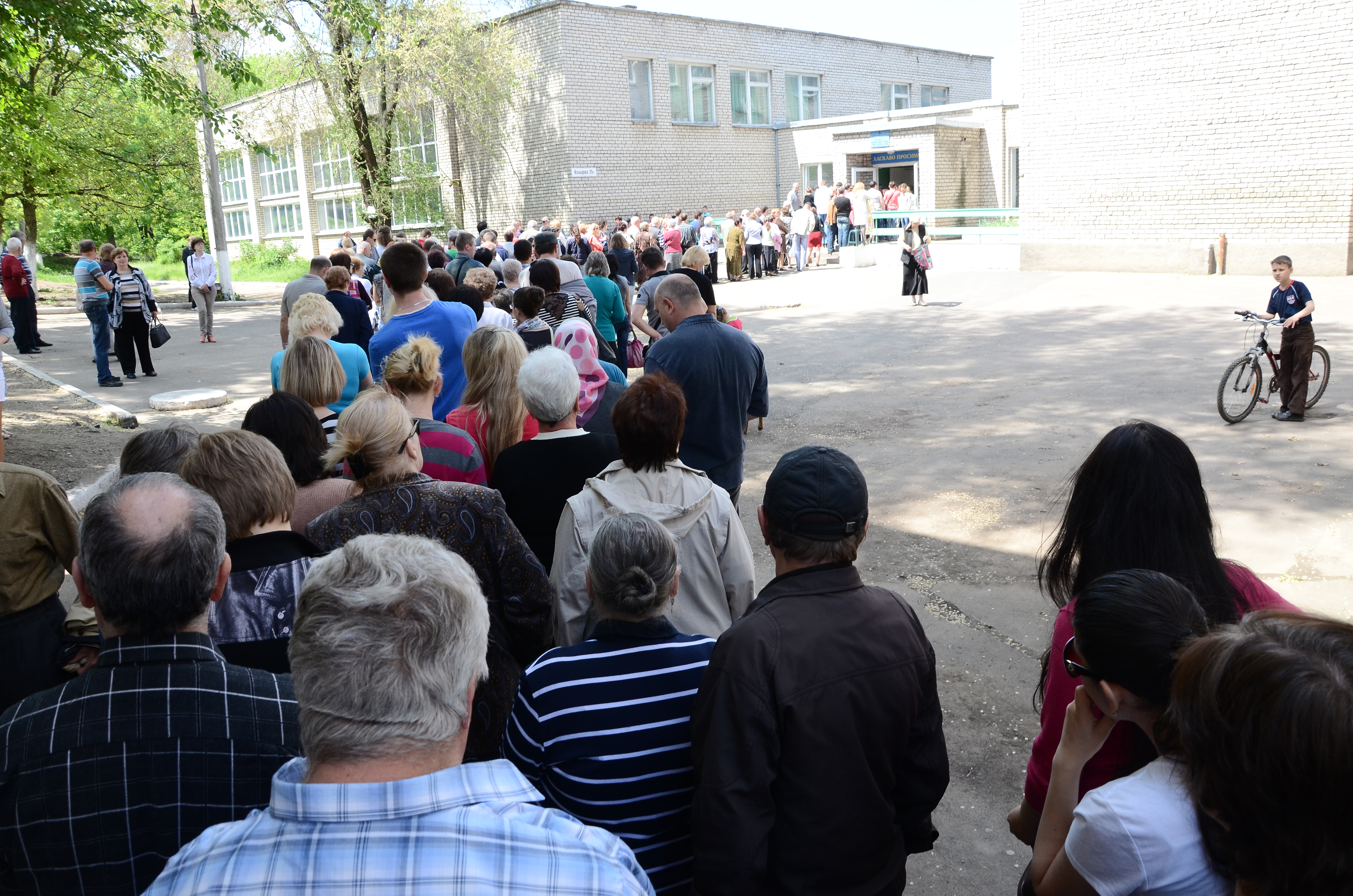
لم يُعترف رسميًا باستفتاءات وضع دونباس في مايو 2014 من قبل الحكومة الأوكرانية أو أي دولة عضو في الأمم المتحدة.

في نوفمبر 2014، أرسل ممثلو نوفوروسيا طلبًا للاعتراف الدبلوماسي إلى العديد من دول أمريكا اللاتينية، مثل كوبا ونيكاراغوا وفنزويلا. ومع ذلك، لم ترد أي دولة على الطلب. في مايو 2015، حُلّت كونفدرالية نوفوروسيا.
المنطقة التي تسيطر عليها الجمهوريتان معترف بها دوليًا كأجزاء من أوكرانيا من قبل 192 من أصل 193 دولة عضو في الأمم المتحدة باستثناء روسيا. لم تحصل الجمهوريات الشعبية في دونيتسك ولوغانسك إلا على اعتراف دولي من بعضهما البعض ومن روسيا وأوسيتيا الجنوبية، التي تعترف بها 5 دول فقط من أصل 193 دولة عضو في الأمم المتحدة.
في 15 فبراير، صوت مجلس الدوما الروسي لمطالبة الرئيس فلاديمير بوتين بالاعتراف بجمهوريات دونيتسك ولوغانسك المعلنة من طرف واحد في أوكرانيا كدولتين مستقلتين. والذي اقترح مشروع القانون هو الحزب الشيوعي.
في 21 فبراير 2022، أقر مجلس الدوما الروسي مشروع قانون للاعتراف رسميًا بجمهورية دونيتسك الشعبية وجمهورية لوغانسك الشعبية في شرق أوكرانيا دولتين مستقلتين. وافق الرئيس فلاديمير بوتين على مشروع القانون. في نفس اليوم، وقع الرئيس الروسي فلاديمير بوتين مراسيم تعترف بالجمهوريتين، كما وقع اتفاقيات حول الصداقة والتعاون والمساعدة مع الجمهوريتين.

## المواقف الدولية

### الدول التي تعترف رسميًا بجمهورية دونيتسك الشعبية وجمهورية لوغانسك الشعبية دولاً مستقلةً

#### الدول الأعضاء في الأمم المتحدة
| م | الدولة                                | تاريخ الاعتراف | تأسيس العلاقات الدبلوماسية | ملاحظات |
| - | ------------------------------------- | -------------- | -------------------------- | ------- |
| 1 | روسيا                                 | 21 فبراير 2022 | 21 فبراير 2022             |         |
| 2 | سوريا                                 | 29 يونيو 2022  |                            |         |
| 3 | قالب:بيانات بلد دولة الاحباب الشيوعيه | 13 يوليو 2022  |                            |         |

#### دول بحكم الأمر الواقع
| م | الدولة                  | تاريخ الاعتراف | تأسيس العلاقات الدبلوماسية | ملاحظات |
| - | ----------------------- | -------------- | -------------------------- | --- |
| 1 | جمهورية لوغانسك الشعبية | 11 مايو 2014   | 11 مايو 2014               | أعلنت كل من جمهورية دونيتسك الشعبية وجمهورية لوغانسك الشعبية استقلالهما في وقت واحد ووحدتا سابقًا تحت اتحاد نوفوروسيا من 2014-2015. |
| 1 | جمهورية دونيتسك الشعبية | 11 مايو 2014   | 11 مايو 2014               | أعلنت كل من جمهورية دونيتسك الشعبية وجمهورية لوغانسك الشعبية استقلالهما في وقت واحد ووحدتا سابقًا تحت اتحاد نوفوروسيا من 2014-2015. |
| 2 | أوسيتيا الجنوبية        | 18 يونيو 2014  | 28 يناير 2015              | |
| 3 | أبخازيا                 | 25 فبراير 2022 |                            | في 22 فبراير 2022، نشرت وزارة الخارجية بيانًا رحبت فيه باعتراف الرئيس الروسي فلاديمير بوتين باستقلال جمهوريتي دونيتسك ولوهانسك الشعبيتين. في 25 فبراير 2022، أعلن الرئيس أصلان بزانيا الاعتراف بجمهورية دونيتسك الشعبية وجمهورية لوهانسك الشعبية. |

### الدول أو الكيانات التي تدعم الاعتراف باستقلال جمهورية دونيتسك الشعبية وجمهورية لوغانسك الشعبية
| م | الدولة                 | Notes |
| - | ---------------------- | --- |
| 1 | بيلاروس                | على الرغم من الدعوات للاعتراف بالجمهوريتين، رفضت وزارة الخارجية البيلاروسية الاعتراف لكنها أيدت قرار روسيا. وجاء في البيان ما يلي: «في مثل هذه الحالة، نتفهم بكل احترام قرار الجانب الروسي بالاعتراف باستقلال جمهوريتي دونيتسك ولوغانسك الشعبيتين. وقد دعت جمهورية بيلاروس دائمًا بنشاط وباستمرار إلى تسوية سلمية للنزاع في جنوب-شرق أوكرانيا. ما زلنا نعتبر الأساليب الدبلوماسية أولوية ومستعدون للمساهمة في هذه العملية بكل طريقة ممكنة». |
| 2 | جمهورية أفريقيا الوسطى | صرح الرئيس فوستان آرشانج تواديرا: «أعتقد أن هذا القرار سينقذ الأرواح بلا شك ويمنع الكثير من العنف. وبحسب تحليلنا فإن هذا القرار يهدف إلى إنقاذ حياة الناس. وقد أيد الكثيرون هذا القرار لأنه يهدف إلى تجنب العنف والخسائر في الأرواح البشرية». |
| 3 | قيرغيزستان             | صرح الرئيس القرغيزي صدير جاباروف: «ربما كان تدبيرًا ضروريًا لحماية السكان المسالمين في أراضي دونباس، حيث يعيش عدد كبير من المواطنين الروس. أود أن أشير إلى أن الاعتراف بدولة هو حق سيادي لأي دولة». |
| 4 | نيكاراغوا              | صرح الرئيس دانييل أورتيغا: «أنا متأكد من أنه إذا أُجري استفتاء هناك، كما حدث في شبه جزيرة القرم، فإن الناس سيصوتون لإدراج مناطقهم في روسيا. هناك سكان روس ولا يخضعون لإملاءات الناتو والاتحاد الأوروبي والولايات المتحدة». |
| 5 | السودان                | قال نائب رئيس مجلس السيادة محمد حمدان دقلو: "لروسيا الحق في العمل لمصلحة مواطنيها وحماية شعبها، ولها الحق بموجب الدستور والقانون. وعلى العالم أجمع أن يدرك أن لها الحق في الدفاع عن شعبها " |
| 6 | فنزويلا                | الرئيس نيكولاس مادورو "أعاد تأكيد كل دعمه" للرئيس الروسي بوتين "في الدفاع عن السلام في روسيا". |
| 7 | أرتساخ                 | أصدر أرايك هاروتيونيان، رئيس جمهورية أرتساخ المعلنة من جانب واحد، بيانًا رحب فيه بقرار الاعتراف باستقلال جمهوريتي دونيتسك ولوغانسك الشعبيتين. وذكر أن "حق الأمم في تقرير المصير وبناء دولتها هو حق غير قابل للتصرف لكل شعب وهو مبدأ أساسي من مبادئ القانون الدولي". |

### الدول التي نددت بالاعتراف باستقلال دونيتسك أو لوغانسك
| الدولة           | ملاحظات |
| ---------------- | --- |
| أستراليا         | أدانت وزارة الخارجية الأسترالية الاعتراف الروسي بدونتسك ولوغانسك كدولتين مستقلتين، قائلة إنه «يقوض بشكل صارخ سيادة أوكرانيا ووحدة أراضيها وليس له أي شرعية بموجب القانون الدولي». كما نددت الوزارة بإعلان الرئيس بوتين أن روسيا "تنشر ما يسمى بـ "قوات حفظ السلام" في شرق أوكرانيا. هؤلاء الأفراد ليسوا من قوات حفظ السلام. |
| بلغاريا          | لسنوات، كانت العلاقات بين بلغاريا وروسيا معتدلة. ومع ذلك، في يوم إعلان بوتين، أدان رئيس الوزراء كيريل بيتكوف اعتراف بوتين دونيتسك ولوغانسك ككيانين مستقلين. وقال: «إننا نواصل الحفاظ على وحدة أراضي أوكرانيا داخل حدودها المعترف بها دوليًا. يجب احترام القانون الدولي. نحن، الاتحاد الأوروبي، سنرد متحدين في دفاعنا.» يتطلب التصعيد استجابة موحدة وحاسمة". |
| كندا             | أدان رئيس وزراء كندا جاستن ترودو تصرفات بوتين ووصفها بأنها «انتهاك صارخ لسيادة أوكرانيا». ذهب ترودو إلى اقتراح عقوبات اقتصادية ستُطبق. |
| جمهورية التشيك   | استنكر العديد من المسؤولين التشيكيين قرار الرئيس بوتين الاعتراف باستقلال الجمهوريتين الأوكرانيين الانفصاليتين دونيتسك ولوغانسك باعتباره «انتهاكًا لاتفاقيات مينسك والقانون الدولي». وقالت وزارة الخارجية التشيكية إن هذه الخطوة تعد انتهاكًا صارخًا لسيادة وسلامة أوكرانيا. صرح رئيس الوزراء بيتر فيالا أن جمهورية التشيك تقف بثبات خلف أوكرانيا حرة ومستقلة وتعلم من تجربتها التاريخية أن مثل هذه الخطوات لا تؤدي أبدًا إلى السلام.                                      |
| الدنمارك         | صرح رئيس وزراء الدنمارك ميت فريدريكسن على تويتر: قرار روسيا الاعتراف بما يسمى مناطق جمهورية دونيتسك الشعبية وجمهورية لوغانسك الشعبية في أوكرانيا هو انتهاك صارخ لسيادة أوكرانيا والقانون الدولي. الدنمارك تدين القرار الذي لن يمر دون رد. نحن نقف جنبا إلى جنب مع أوكرانيا. |
| فرنسا            | بعد ساعات من الاعتراف، أدان الرئيس الفرنسي إيمانويل ماكرون، الذي اقترح عقد قمة بين بايدن وبوتين في ضوء الأزمة الروسية الأوكرانية 2021-2022، الاعتراف وطالب بفرض عقوبات. |
| جورجيا           | نشرت رئيسة جورجيا سالومي زورابيشفيلي بيانًا على تويتر: تدين جورجيا بشدة «اعتراف» روسيا بمنطقتَي دونيتسك ولوغانسك في أوكرانيا، مكررة السيناريو الذي أدى إلى احتلال 20٪ من أراضينا. جورجيا تقف إلى جانبك يا زيلينسكي وتدعم سلامة أراضي أوكرانيا وسلامها. |
| ألمانيا          | ندد المستشار الألماني أولاف شولتز بالاعتراف بالمنطقتين ووصفه بأنه «خرق من جانب واحد» لاتفاق مينسك الذي أدى إلى ترويض الأعمال العدائية في منطقة دونباس. |
| اليابان          | أدان رئيس الوزراء الياباني فوميو كيشيدا اعتراف روسيا باستقلال دونيتسك ولوغانسك ووصفه بأنه انتهاك للسيادة الأوكرانية. قال وزير الخارجية يوشيماسا هاياشي إن اليابان ستعمل مع المجتمع الدولي، بما في ذلك مجموعة السبع لفرض إجراءات صارمة ضد روسيا. |
| كينيا            | صرح ممثل كينيا لدى الأمم المتحدة، مارتن كيماني، أن كينيا والعديد من الدول الأفريقية «ولدت» مع نهاية الاستعمار ولم تتمكن من تعيين حدودها في بيان يدين الاعتراف الروسي. ولكن بدلاً من ملاحقة الدول على أساس «التجانس العرقي أو العرقي أو الديني»، والذي حمل مخاطر عقود من «الحروب الدموية»، «اتفقت الدول على تسوية الحدود التي ورثتها. وبدلاً من تشكيل الأمم التي نظرت إلى الوراء في التاريخ بحنين خطير، اخترنا أن نتطلع إلى عظمة لم تعرفها أي من دولنا وشعوبنا العديدة». |
| المكسيك          | كررت البعثة الدائمة للمكسيك لدى الأمم المتحدة احترامها لوحدة أراضي أوكرانيا والبحث عن حل من خلال القنوات الدبلوماسية. |
| مولدافيا         | نشرت رئيسة مولدوفا مايا ساندو بيانًا على تويتر: ندين بشدة اعتراف (روسيا) بالمناطق الانفصالية في ولايتي دونيتسك ولوغانسك (أوكرانيا). من الواضح أن هذا مخالف للقانون الدولي. (مولدوفا) تظل ملتزمة بشدة بدعم سيادة ووحدة أراضي (أوكرانيا) داخل حدودها المعترف بها دوليًا. |
| النرويج          | صرحت وزيرة الخارجية أنيكين هويتفيلدت أن «النرويج تدين الإعلان الروسي بالاعتراف بالجمهوريات الشعبية المعلنة من جانب واحد في دونيتسك ولوهانسك»، قائلة إن القرار «انتهاك آخر للسيادة الأوكرانية». وذكرت كذلك أن «النرويج تدعم استقلال أوكرانيا وسلامتها الإقليمية وفقًا للحدود المعترف بها دوليًا». |
| بولندا           | أدانت وزارة الخارجية البولندية بشدة الإعلان الروسي عن وجود جمهوريتين معلنتين ذاتيًا تقعان على أراضي أوكرانيا - ما يسمى بـ "جمهورية دونيتسك الشعبية" و"جمهورية لوغانسك الشعبية" وذكرت أن روسيا انتهكت اتفاقية مينسك. وأعربت الحكومة البولندية عن تضامنها مع أوكرانيا وحثت روسيا على وقف أعمالها غير القانونية التي تنتهك القوانين الدولية. |
| سلوفاكيا         | لا تعترف وزارة الخارجية السلوفاكية بحزم بالاستقلال المعلن للكيانات الانفصالية. تدعم الموقف المبدئي في السياسة الخارجية السلوفاكية السيادة السياسية لأوكرانيا واستقلالها وسلامتها الإقليمية والصلاحية العالمية واحترام مبادئ القانون الدولي. |
| كوريا الجنوبية   | حث رئيس كوريا الجنوبية مون جيه-إن روسيا على احترام السيادة الأوكرانية ووحدة أراضيها، وتعهد بالعمل مع المجتمع الدولي من أجل تهدئة الوضع في المنطقة. كما أصدر مون تعليمات للمسؤولين بالاستعداد بشكل شامل لحماية المواطنين الكوريين الجنوبيين في أوكرانيا. |
| تركيا            | وصفت وزارة الخارجية التركية اعتراف روسيا بدونيتسك ولوغانسك بأنه غير مقبول وقالت إنه انتهاك واضح ليس فقط لاتفاقية مينسك ولكن أيضًا للوحدة السياسية الأوكرانية. صرحت تركيا أنها ستعمل مع أوكرانيا للحفاظ على وحدتها السياسية وسلامتها الإقليمية. |
| المملكة المتحدة  | أدانت وزيرة الخارجية البريطانية ليز تروس الخطوة الروسية بعد وقت قصير من إعلان الاعتراف بدونيتسك ولوغانسك وحثت روسيا على إنهاء نمط السلوك المزعزع للاستقرار ضد أوكرانيا. وذكرت تروس أيضًا أن الحكومة البريطانية ستعلن عن عقوبات جديدة ضد روسيا قريبًا بسبب أنشطتها المزعزعة للاستقرار في المنطقة. وصف رئيس الوزراء بوريس جونسون تحرك بوتين بأنه «نذير شؤم» و«انتهاك صارخ للسيادة»، ودعا جونسون لاحقًا إلى اجتماع للحكومة لمناقشة الوضع في أوكرانيا.                       |
| الولايات المتحدة | في نفس اليوم الذي أعلن فيه بوتين الاعتراف، وقع رئيس الولايات المتحدة جو بايدن أمرا تنفيذيا فرض عقوبات تستهدف الجمهوريتين الانفصاليتين في شرق أوكرانيا. يحظر الأمر «الاستثمار الجديد والتجارة والتمويل من قبل أشخاص أمريكيين إلى، أو من، أو في» ما يسمى بجمهورية دونيتسك الشعبية وجمهورية لوغانسك الشعبية، الواقعة في منطقة دونباس الشرقية بأوكرانيا، ويمنح سلطة فرض عقوبات على "أي شخص مصمم للعمل في تلك المناطق من أوكرانيا.                                         |

### المنظمات الدولية أو الإقليمية
| المنظمة                        | ملاحظات |
| ------------------------------ | --- |
| الاتحاد الأوروبي               | ندد كبار مسؤولي الاتحاد الأوروبي باعتراف روسيا بلوغانسك ودونيتسك ووصفوه بأنه «انتهاك صارخ للقانون الدولي». في بيان مشترك، أدان رئيس المجلس الأوروبي تشارلز ميشيل ورئيسة المفوضية الأوروبية أورسولا فون دير لاين «بأقوى العبارات الممكنة قرار الرئيس الروسي المضي في الاعتراف بالمناطق غير الخاضعة لسيطرة الحكومة في إقليمي دونيتسك ولوهانسك في أوكرانيا ككيانات مستقلة». في اليوم التالي، فرض الاتحاد الأوروبي عقوبات على 351 من أعضاء مجلس الدوما لدعم استقلال المنطقتين.                                   |
| الناتو                         | أدان الأمين العام لحلف الناتو ينس ستولتنبرغ قرار روسيا بمد الاعتراف بجمهوريتي دونيتسك ولوهانسك ذاتيا الاستقلال، قائلا: «إن هذا يقوض سيادة أوكرانيا وسلامتها الإقليمية، ويقوض الجهود الرامية إلى حل النزاع، وينتهك اتفاقيات مينسك والتي روسيا طرف فيها». دعم التحالف سيادة أوكرانيا ووحدة أراضيها داخل حدودها المعترف بها دوليًا، وحث حلفاؤها روسيا على «اختيار طريق الدبلوماسية، والانعكاس الفوري لحشدها العسكري الهائل داخل وحول أوكرانيا، وسحب قواتها من أوكرانيا، وفقا لالتزاماتها وتعهداتها الدولية».     |
| منظمة الأمن والتعاون في أوروبا | لا تعترف منظمة الأمن والتعاون في أوروبا بالجمهوريات الانفصالية، وتشير إليها على أنها «جماعات مسلحة بشكل غير قانوني في دونباس»، وإلى أراضيها على أنها «مناطق معينة من مناطق دونيتسك ولوهانسك». يشير تقرير منظمة الأمن والتعاون في أوروبا حول جرائم الحرب إلى أنها ليست «دولًا مستقلة» ولا «مجرد أطراف في الحرب مع روسيا»، ويشير إلى وضعها كـ «الجمهوريات» المعلنة ذاتيًا، و«وكلاء» روسيا، و«الخاضعة للسيطرة الشاملة روسياً»، وتقول إن روسيا بالتالي مسؤولة عن سلوكها في ارتكاب جرائم ضد القانون الإنساني الدولي. |
| الأمم المتحدة                  | ندد الأمين العام للأمم المتحدة أنطونيو غوتيريش بقرار روسيا الاعتراف بـ «استقلال» منطقتين انفصاليتين عن أوكرانيا، واصفا إياه بانتهاك وحدة أراضي وسيادة أوكرانيا و«ضربة قاضية» لاتفاقيات مينسك. كما انتقد غوتيريش قرار روسيا إرسال «قوات حفظ سلام» إلى المنطقة قائلاً: «عندما تدخل قوات من دولة إلى أراضي دولة أخرى دون موافقتها، فهم ليسوا جنود حفظ سلام محايدين. فهم ليسوا جنود حفظ سلام على الإطلاق». |